# 도릴라이움 전투
도릴라이움 전투 혹은 도릴라에움 전투는 1097년 7월 1일 제1차 십자군 운동 중에 일어난 사건으로 셀주크 튀르크와 십자군이 아나톨리아에 있는 도릴라이움 근처에서 벌인 전투이다.

## 배경
십자군은 6월 26일 니케아를 떠났는데, 동로마 제국이 십자군의 장기간의 공성전에 대해 아무것도 모른 채 별다른 공치사도 없이 도시를 자신들의 영토로 편입시켰기 때문에 동로마에 대한 깊은 불신을 가지고 있었다. 십자군은 보급 문제를 완화하기 위해 부대를 두 개로 나누었다. 약한 병사들로 이루어진 부대는 타란토의 보에몽(Bohemund of Taranto)가 지휘를 맡았고, 그의 조카 탕크레드(Tancred), 로베르 커토즈(Robert Curthose), 플랑드르의 로베르(Robert of Flanders) 그리고 동로마의 장군 타티시우스(Taticius)는 선봉을 맡았으며, 부용의 고드프루아(Godfrey of Bouillon), 그의 동생 볼로뉴의 보두앵(Baldwin of Boulogne), 툴루즈의 레몽 4세(Raymond IV of Toulouse), 스티븐(Stephen) 그리고 베르망두아의 위그(Hugh of Vermandois)가 후방을 맡았다.
6월 29일 십자군은 셀주크 군이 도릴라이움 근처에서 매복할 계획이라는 것을 알게 되었다.(보에몽은 그의 군대가 튀르크 정찰병에게 뒤를 밟히고 있다는 것을 깨닫고 있었다.) 킬리지 아르슬란 1세(Kilij Arslan I)의 군대와 그의 동맹자 카파도키아의 하산(Hasan of Cappadocia)의 군대 그리고 다니슈멘드 세력(Danishmendids)의 지원병으로 구성된 부대는 튀르크의 귀족이자 페르시아 가지 이븐 다니슈멘드(Ghazi ibn Danishmend)가 지휘하였고 페르시아인과 카프카스의 알바니아인들까지 합류한 총 병력은 아귈레스의 레몽(Raymond of Aguilers)이 기록한 바에 따르면 150,000명에 달했다고 한다(샤르트르의 푸셰(Fulcher of Chartres)는 훨씬 더 과장하여 그 숫자가 360,000명에 이르렀다고 한다.). 그러나 가능한 숫자는 약 25,000-30,000명 정도로 추정된다(최근의 연구들은 6,000-8,000명정도로 추산하기도 한다.).
많은 수의 비전투 요원을 덧붙여도, 보에몽의 병력은 약 10,000명 정도였으며, 대부분은 보병이었다. 이 시대의 군사력을 평가하는 방법은 기사 한 명당 몇 명의 보병이 있었다고 추산하는 것이다.(예를 들어 500명의 기사가 있다고 하면, 여기에 1,500명의 보병을 더해야 한다.) 그래서 보에몽의 병력은 2,000의 기병에 8,000명정도의 보병으로 구성되어 있었을 것으로 보는 것이 적당하다.
3일의 행군을 거친 뒤 6월 30일 저녁 보에몽의 군대는 파괴된 마을 도릴라이움(많은 학자들이 이 장소를 근대의 도시 에스키세히르(Eskişehir)가 있는 곳으로 비정하고 있다.)근처 팀브레스(Thymbres)강의 북쪽 강안에 있는 목초지에 진영을 설치했다.

## 전투
7월 1일 보에몽의 군대는 킬리지 아르슬란이 지휘하는 셀주크 군에 의해 도릴라이움 외각에서 포위되었다. 후방의 고드프루아와 레몽은 루세(Leuce)에 있는 선봉대와 떨어지게 되었고, 튀르크 군대는 여명을 틈타 이러한 속공을 예상하지 못하고 혼란에 빠진 보에몽의 부대에 공격을 가해 진영에 사격을 가했다. 보에몽의 기사들은 재빨리 말에 탔으나, 그들의 단발적인 반격은 셀주크 튀르크 군에게 별다른 타격을 주지 못했다. 셀주크 튀르크의 병사들은 진영으로 돌격하였다. 그리고 셀주크 튀르크 기병의 공격을 저지할 수 없는 비전투 요원과 갑옷을 입지 않는 보병병사들에게 공격을 감행하여 혼란을 일으켰고, 이들은 전열에 패닉상태를 야기하였다. 비전투 요원과 갑옷을 입지 않은 보병들을 구원하기 위해 보에몽은 그의 기사들에게 하마하여 방어 전열을 구성하도록 명령하고, 고생한 끝에 비전투 요원과 보병들을 진영의 중앙에 모으는 데 성공하였다. 여성들은 전투 중에 물을 나르는 역할을 맡았다.
이렇게 전열을 구성한 것은 병사들의 전열을 구성하고 보병대와 비전투 요원이 머무를 수 있는 곳은 마련했다는 장점이 있지만, 동시에 셀주크 군에게 전장을 자유롭게 움직일 수 있는 공간을 주는 것을 의미했다. 셀주크 튀르크의 기마궁수들은 그들이 흔히 사용하는 방법, 돌격하여 활을 쏘고, 십자군이 반격하기 전에 재빠르게 퇴각하는 전술을 이용해 공격을 감행했다. 궁수들은 중무장한 기사들에게는 별다른 타격을 입히지 못했으나, 말과 갑옷을 입지 않은 보병들에게는 큰 타격을 입혔다. 보에몽은 다른 십자군 부대에게 구원요청을 보냈고 지원군이 도착할 때까지 전열을 유지해야만 했다. 그의 군대는 공세에 밀려 팀브리스 강의 강둑으로 몰리게 되었다. 강둑의 습지는 말들이 달리기에 너무 부드러웠기 때문에 십자군을 기병들의 돌격으로부터 보호해 주었고, 기사들은 원형을 이루어 보병들과 비전투요원들을 적들의 화살로부터 보호해 주었다. 그러나 셀주크 튀르크군은 기마궁수들에게 끊임없이 활을 보급했고 엄청난 양의 화살의 비는 십자군에게 상당한 피해를 주었으며, 기록된 바에 따르면, 2,000명 이상이 기마궁수들에 의해 쓰러졌다고 한다.
보에몽의 기사들은 비록 땅위에 서 있으라는 명령을 받았음에도 불구하고 흥분하였으며, 소수의 기사들은 전열에서 이탈하여 돌격을 감행하였다. 이들은 결국 살육당하거나 셀주크 기병대의 검과 화살의 사거리를 피해 도망쳐야만 했다. 그러는 와중에도 셀주크 기병대는 계속 활을 쏘아댔고, 십자군은 많은 수의 기마를 잃어야만 했다. 그리고 비록 기사들의 갑옷이 그들을 훌륭하게 보호하긴 했지만(셀주크 튀르크 사람들은 기사들을 강철의 병사들로 불렀다.) 엄청난 화살의 비는 기사들의 갑옷으로 보호할 수 없는 부분을 맞추기도 했고, 이렇게 무수한 부상을 입은 기사는 결국 부상으로 인해 쓰러질 수밖에 없었다.

1097년의 아나톨리아, 도릴라이움 전투 이전에 니케아 공방전이 있었다.

날이 어느 정도 지나, 50명의 기사들을 이끌고 있는 고드프루아가 도착하여 보에몽을 구원하기 위해 셀주크 튀르크 부대와 전투를 벌이기 시작했다. 전투가 일어나는 동안 계속적으로 소규모의 지원부대가 도착하여(고드프루아 뿐만 아니라 레몽, 위그도 도착했다.) 일부는 셀주크 튀르크 병사들에게 살해당했지만, 다른 이들은 보에몽의 진영에 도착하였다. 십자군들의 병력 피해가 점점 더 심해지자 셀주크 튀르크 군은 좀 더 공세적으로 나아가기 시작했고, 십자군은 그들이 강둑에서 얕은 강가로 밀려나는 것을 깨닫게 되었다. 그러나 이런 공세에도 십자군은 진영을 유지하는 데 성공했고, 거의 7시간의 전투 끝에 레몽의 기사들이 도착하여(레몽이 이들과 함께 왔는지, 아니면 이들이 선발대로서 레몽보다 일찍 도착했는지는 확실치 않다.) 셀주크 튀르크 군의 측면에 대한 공격을 개시하였다.
이로 인해 셀주크 군은 혼란 상태에 빠졌으며 십자군이 재집결하는 것을 허용하고 말았다. 십자군은 보에몽, 탕크레드, 노르망디의 로베르(Robert of Normandy), 스티븐이 좌익을 맡았고, 레몽, 플랑드르의 로베르가 중앙을 고드프루아, 위그가 좌익을 맡는 형태로 정렬하였다. 그들은 튀르크 군의 공세에 맞서 재집결하면서 "hodie omnes divites si Deo placet effecti eritis"(오늘 신께서 우리를 어여삐 여기신다면, 우리는 부유하게 되리라.)라고 찬송가를 불렀다. 비록 노르만인들의 흉포함이 셀주크 튀르크 군대를 놀라게 하긴 했지만, 그들은 교황대리 주교 르퓌의 아데마르(Adhemar of Le Puy)가 이끄는 군대가 오후 중간쯤에 도착해서야 간신히 셀주크 튀르크 군에게 반격을 할 수 있었다. 아마 레몽이 선두에 서서 언덕에 몸을 숨기고 강을 건너서 전장을 돌아 좌익의 궁수들의 측면을 공격하였고, 셀주크 군은 혼란에 빠지기 시작했다. 아데마르 주교의 군대는 셀주크 군의 진영을 점령하고 후방의 셀주크 군을 공격하였다. 셀주크 튀르크 군은 그들의 진영이 불타고 있는 것과 자신들의 화살과 때때로는 검까지 막아내는 갑옷을 입은 기사들의 사나움과 인내심을 보고 공포에 빠졌으며, 전장을 이탈하기 시작했다. 이들이 진영을 버리자, 킬리지 아르슬란도 전장을 떠나야만 했다.

## 영향
십자군은 적어도 얼마간 킬리지 아르슬란의 재보를 획득하고 부유해졌다. 셀주크 군은 퇴각하였고, 아르슬란은 동방의 영토에 좀 더 신경을 써야만 했다. 이에 따라 십자군은 안티오키아로 향하는 아나톨리아의 진군로에서 적의 저항을 받지 않을 수 있었다. 여름의 열기를 견디며 3달 동안 아나톨리아를 돌파한 끝에 십자군은 10월에 안티오키아 공방전을 시작하였다.